# Phong Thủy Hoán
Quẻ Phong Thủy Hoán, đồ hình:|::|| còn gọi là quẻ Hoán (渙 huan4), là quẻ thứ 59 trong Kinh Dịch.
- Nội quái là ☵ (:|: 坎 kan3) Khảm hay Nước (水).
- Ngoại quái là ☴ (:|| 巽 xun4) Tốn hay Gió (風).

Giải nghĩa: Tán dã. Ly tán. Lan ra tràn lan, tán thất, trốn đi xa, lánh xa, thất nhân tâm, hao bớt. Thủy ngộ phong tắc hoán tán chi tượng: tượng nước gặp gió thì phải tan, phải chạy.